# رایتواین
رایتواین (به آلمانی: Reitwein) یک شهر در آلمان است که در مرکیش-اودرلند واقع شده‌است. رایتواین ۵۳۰ نفر جمعیت دارد.